# Szengawit (stacja metra)
Szengawit (orm. Շենգավիթ) – stacja metra w Erywaniu, oddana do użytku 26 grudnia 1985 roku. Oprócz pociągów linii głównej, ze stacji kursuje również szynobus po jednotorowej linii bocznej, prowadzącej do stacji Czarbach. 